# Todd Grinnell
Todd Grinnell est un acteur américain né le 29 mars 1976 dans le Massachusetts, États-Unis.

## Biographie
Il est connu pour avoir joué Jason dans Four King, Schneider dans One Day At A Time et Alexis Cominis, le mari d'Andrew Van de Kamp dans Desperate Housewives. 
Il est marié avec India de Beaufort depuis 2015. Il a un enfant.

## Filmographie

### Cinéma
- 2002 : Lost Soul d'Anthony Duva : le skateur
- 2006 : Hollywoodland d'Allen Coulter :  le journaliste du Times
- 2010 : Hysteria de Frank Lin : Andy
- 2011 : Dorfman in Love de Brad Leong : Hugh
- 2012 : Nesting de John Chuldenko : Neil
- 2021 : Paradise Cove de Martin Guigui : Knox Bannett
- 2022 : The Time Capsule de Erwann Marshall : Jack

### Télévision
- 2005 : Love, Inc. : Gavin
- 2006 : The Game : Kyle
- 2006 : Four Kings : Jason
- 2007 : Esprits criminels : Dennis Kyle
- 2007 : The Wedding Bells : Simon Eldred
- 2007 : Philadelphia : Sage
- 2007 : Samantha qui ? : Nathan
- 2008 : Cold Case : Affaires classées : Zip Fellig en 1953
- 2008 - 2009 : Eli Stone : Anthony Gibbons
- 2008 - 2011 : Desperate Housewives : Dr. Alex Cominis
- 2009 : Parks and Recreation : Nate
- 2009 : Brainstorm : Rock Shanz
- 2009 : Brothers : Bruce
- 2010 : Sweety High : M. Tozer
- 2010 : Lie to Me : Trevor Addison
- 2011 : Human Target : La Cible : Bob Anderson
- 2011 : Mentalist : Jonathan Flint
- 2011 : Leçons sur le mariage : Chris
- 2011 : How I Met Your Mother : Insane Duane
- 2012 : Jane by Design : M. Hunter
- 2012 : The Glades : Donald Glandon
- 2012 : Revenge : Dr. Jeffrey Thomas
- 2012 : Vegas : Andy Meacham
- 2013 : Nikita : Dale Gordon
- 2014 : Reckless : La Loi de Charleston : Gavin Hope
- 2015 : Battle Creek : Max Archer
- 2015 : Hot in Cleveland : Nicky
- 2015 : School Nurse : John
- 2015 - 2016 : Grace et Frankie : Stephen
- 2016 : Dr. Ken : Dr. Mitch Tuttle
- 2016 : The Young Pope : Deacon Kurtwell
- 2017 : L'Arme fatale : Jerry Johnson
- 2017 - 2020 : Au fil des jours : Dwayne Patrick « Pat » Schneider
- 2019 : Dingue de toi : Jon Dale
- 2021 - 2023 : With Love : Dr. Miles Murphy
- 2024 : S.W.A.T. : Paul Hayes

### Jeux vidéo
- 2022 : NBA 2K23 : Freddie Novak